# Marvin Martin
Marvin Martin (Parigi, 10 gennaio 1988) è un ex calciatore francese, di ruolo centrocampista.

## Caratteristiche tecniche
Di ruolo trequartista, dispone di buona visione di gioco.

## Carriera

### Club

#### Sochaux
Debutta nel CA Paris, società del 14º arrondissement di Parigi, il suo quartiere. Nel 2006 passa al Montrouge 92.
Nel 2002, all'età di 15 anni, entra a far parte delle giovanili del Sochaux. Nel 2008 sigla, con la medesima società, il suo primo contratto da professionista. Esordisce al Velodrome il 30 agosto 2008 nel match in trasferta contro l'Olympique Marsiglia
Nel 2010-2011 è il miglior assistman della Ligue 1 con 17 passaggi sfociati in gol ai compagni(record dall'istituzione dell'apposita classifica). L'annata, caratterizzata inoltre da 4 gol messi a segno nella massima serie francese, attira le attenzioni del c.t. transalpino Laurent Blanc.

#### Lilla

##### Stagione 2012/2013
Il 20 giugno 2012 firma un accordo quinquennale con il Lilla. L'esordio con la nuova squadra arriva l'11 agosto 2012 nella trasferta vinta 2-1 sul campo del Saint-Etienne. Il 21 agosto esordisce per la prima volta in un campionato europeo, in Champions League sul campo del Copenaghen nella sconfitta per 1-0. Il 9 marzo 2013 regala due assist nella vittoria in trasferta per 3-1 sul campo del Valenciennes.

##### Stagione 2013/2014
Inizia la stagione 2013/2014 con un assist nella vittoria per 1-0 in casa contro il Lorient, regalando la palla del vantaggio al giovanissimo classe '95 Divock Origi. Nel corso del campionato serve altri due assist nelle partite Sochaux-Lilla (0-2) e Lilla-Ajaccio (3-0). Proprio in occasione di quest'ultima partita esce al 42' per un infortunio al menisco che lo terra fuori dai giochi per un mese e mezzo. Torna a giocare il 3 dicembre 2013 in occasione della partita contro il Marsiglia vinta 1-0. A causa degli infortuni non riesce a totalizzare più di 22 presenze in tutto a fine stagione non riuscendo a segnare alcun gol.

##### Stagione 2014/2015
La stagione 2014/2015 inizia subito male per lui perché è costretto a saltare la prima partita di campionato a causa di un infortunio al ginocchio rimediato durante la preparazione estiva. La prima presenza nella nuova stagione arriva il 15 agosto in occasione della seconda giornata di Ligue 1 sul campo del Caen nella partita vinta per 0-1.

#### Stade de Reims
L'11 agosto 2017, non essendo Martin nei piani del nuovo allenatore Marcelo Bielsa, viene svincolato dal Lilla. Il 14 agosto, il giocatore sigla un contratto valido fino al 2020 con lo Stade de Reims. Esordisce con la squadra francese il 26 agosto, nel match contro il Lorient, esordendo anche per la prima volta in Ligue 2.

#### FC Chambly Oise
Scaduto il contratto con lo Stade Reims nell'estate 2019, a settembre decide di ripartire dallo Chambly, squadra che attualmente milita in Ligue 2, per la sua pessima condizione fisica riesce a raccogliere una decina di presenze in due stagioni.

#### Hyeres
Ormai tormentato da vari problemi fisici Martin firma per lo Hyères, squadra militante nel National, terza divisione francese appena promossa

### Nazionale
Esordisce con la nazionale francese in un match amichevole contro l'Ucraina il 6 giugno 2011 (subentrando al settantaseiesimo minuti al posto di Yohan Cabaye) realizzando il secondo ed il quarto gol nel 4 a 1 finale. Fornisce inoltre l'assist per il 3-1 francese al compagno Younes Kaboul. Così facendo, diventa il decimo giocatore nella storia della nazionale francese a segnare almeno un gol alla prima presenza in campo.

## Statistiche

### Presenze e reti nei club
Statistiche aggiornate al 22 aprile 2018
| Stagione        | Squadra         | Campionato      | Campionato | Campionato | Coppe nazionali | Coppe nazionali | Coppe nazionali | Coppe continentali | Coppe continentali | Coppe continentali | Altre coppe | Altre coppe | Altre coppe | Totale | Totale |
| Stagione        | Squadra         | Comp            | Pres       | Reti       | Comp            | Pres            | Reti            | Comp               | Pres               | Reti               | Comp        | Pres        | Reti        | Pres   | Reti   |
| --------------- | --------------- | --------------- | ---------- | ---------- | --------------- | --------------- | --------------- | ------------------ | ------------------ | ------------------ | ----------- | ----------- | ----------- | ------ | ------ |
| 2008-2009       | Sochaux         | L1              | 27         | 1          | CF+CdL          | 1+2             | 0+0             | -                  | -                  | -                  | -           | -           | -           | 30     | 1      |
| 2009-2010       | Sochaux         | L1              | 36         | 2          | CF+CdL          | 3+1             | 2+0             | -                  | -                  | -                  | -           | -           | -           | 40     | 4      |
| 2010-2011       | Sochaux         | L1              | 37         | 3          | CF+CdL          | 3+1             | 1+0             | -                  | -                  | -                  | -           | -           | -           | 41     | 4      |
| 2011-2012       | Sochaux         | L1              | 33         | 2          | CF+CdL          | 0+1             | 0+0             | UEL                | 2                  | 0                  | -           | -           | -           | 36     | 2      |
| Totale Sochaux  | Totale Sochaux  | Totale Sochaux  | 133        | 8          |                 | 12              | 3               |                    | 2                  | 0                  |             | 0           | 0           | 147    | 11     |
| 2012-2013       | Lilla           | L1              | 32         | 0          | CF+CdL          | 3+3             | 0+0             | UCL                | 7                  | 0                  | -           | -           | -           | 45     | 0      |
| 2013-2014       | Lilla           | L1              | 20         | 0          | CF+CdL          | 2+0             | 0+0             | -                  | -                  | -                  | -           | -           | -           | 22     | 0      |
| 2014-2015       | Lilla           | L1              | 2          | 0          | CF+CdL          | 0+0             | 0+0             | UCL+UEL            | 0+0                | 0+0                | -           | -           | -           | 2      | 0      |
| 2015-2016       | Lilla           | L1              | 12         | 0          | CF+CdL          | 2+1             | 0+0             | -                  | -                  | -                  | -           | -           | -           | 15     | 0      |
| Totale Lilla    | Totale Lilla    | Totale Lilla    | 66         | 0          |                 | 11              | 0               |                    | 7                  | 0                  |             | 0           | 0           | 84     | 0      |
| 2016-2017       | Digione         | L1              | 12         | 0          | CF+CdL          | 1+0             | 0+0             | -                  | -                  | -                  | -           | -           | -           | 13     | 0      |
| 2017-2018       | Reims           | L2              | 13         | 1          | CF+CdL          | 0+0             | 0+0             | -                  | -                  | -                  | -           | -           | -           | 13     | 1      |
| Totale carriera | Totale carriera | Totale carriera | 214        | 8          |                 | 24              | 3               |                    | 9                  | 0                  |             | 0           | 0           | 247    | 11     |

### Cronologia di presenze e reti in nazionale
| Cronologia completa delle presenze e delle reti in nazionale ― Francia | Cronologia completa delle presenze e delle reti in nazionale ― Francia | Cronologia completa delle presenze e delle reti in nazionale ― Francia | Cronologia completa delle presenze e delle reti in nazionale ― Francia | Cronologia completa delle presenze e delle reti in nazionale ― Francia | Cronologia completa delle presenze e delle reti in nazionale ― Francia | Cronologia completa delle presenze e delle reti in nazionale ― Francia | Cronologia completa delle presenze e delle reti in nazionale ― Francia |
| Data                                                                   | Città                                                                  | In casa                                                                | Risultato                                                              | Ospiti                                                                 | Competizione                                                           | Reti                                                                   | Note                                                                   |
| ---------------------------------------------------------------------- | ---------------------------------------------------------------------- | ---------------------------------------------------------------------- | ---------------------------------------------------------------------- | ---------------------------------------------------------------------- | ---------------------------------------------------------------------- | ---------------------------------------------------------------------- | ---------------------------------------------------------------------- |
| 7-6-2011                                                               | Donec'k                                                                | Ucraina                                                                | 1 – 4                                                                  | Francia                                                                | Amichevole                                                             | 2                                                                      | 77’                                                                    |
| 9-6-2011                                                               | Varsavia                                                               | Polonia                                                                | 0 – 1                                                                  | Francia                                                                | Amichevole                                                             | -                                                                      |                                                                        |
| 10-8-2011                                                              | Montpellier                                                            | Francia                                                                | 1 – 1                                                                  | Cile                                                                   | Amichevole                                                             | -                                                                      | 77’                                                                    |
| 2-9-2011                                                               | Tirana                                                                 | Albania                                                                | 1 – 2                                                                  | Francia                                                                | Qual. Euro 2012                                                        | -                                                                      | 82’                                                                    |
| 6-9-2011                                                               | Bucarest                                                               | Romania                                                                | 0 – 0                                                                  | Francia                                                                | Qual. Euro 2012                                                        | -                                                                      |                                                                        |
| 7-10-2011                                                              | Parigi                                                                 | Francia                                                                | 3 – 0                                                                  | Albania                                                                | Qual. Euro 2012                                                        | -                                                                      | 47’                                                                    |
| 11-10-2011                                                             | Parigi                                                                 | Francia                                                                | 1 – 1                                                                  | Bosnia ed Erzegovina                                                   | Qual. Euro 2012                                                        | -                                                                      | 62’                                                                    |
| 11-11-2011                                                             | Montpellier                                                            | Francia                                                                | 1 – 0                                                                  | Stati Uniti                                                            | Amichevole                                                             | -                                                                      | 64’                                                                    |
| 15-11-2011                                                             | Parigi                                                                 | Francia                                                                | 0 – 0                                                                  | Belgio                                                                 | Amichevole                                                             | -                                                                      |                                                                        |
| 27-5-2012                                                              | Valenciennes                                                           | Francia                                                                | 3 – 2                                                                  | Islanda                                                                | Amichevole                                                             | -                                                                      | 60’                                                                    |
| 31-5-2012                                                              | Reims                                                                  | Francia                                                                | 2 – 0                                                                  | Serbia                                                                 | Amichevole                                                             | -                                                                      | 60’                                                                    |
| 5-6-2012                                                               | Le Mans                                                                | Francia                                                                | 4 – 0                                                                  | Estonia                                                                | Amichevole                                                             | -                                                                      | 65’                                                                    |
| 11-6-2012                                                              | Donec'k                                                                | Francia                                                                | 1 – 1                                                                  | Inghilterra                                                            | Euro 2012 - 1º turno                                                   | -                                                                      | 84’                                                                    |
| 15-6-2012                                                              | Donec'k                                                                | Ucraina                                                                | 0 – 2                                                                  | Francia                                                                | Euro 2012 - 1º turno                                                   | -                                                                      | 73’                                                                    |
| 15-8-2012                                                              | Le Havre                                                               | Francia                                                                | 0 – 0                                                                  | Uruguay                                                                | Amichevole                                                             | -                                                                      | 63’ 66’                                                                |
| Totale                                                                 |                                                                        | Presenze                                                               | 15                                                                     |                                                                        | Reti                                                                   | 2                                                                      |                                                                        |

## Palmarès

### Competizioni nazionali
- Ligue 2: 1

Stade Reims: 2017-2018